# Обсерватория Тенагра-II
Обсерватория Тенагра-II — астрономическая обсерватория, основанная в 2000 году южнее города Тусон, около Ногалеса (Аризона, США).

## История обсерватории
Одна из первых обсерваторий, которая начала предоставлять услугу доступа к дистанционным наблюдениям на телескопах ещё в 2001 году.
Летом 2010 года в ходе работы по программе TEnagra Sky Survey каждую ясную ночь в обсерватории открывали по 35 новых астероидов.

## Инструменты обсерватории
- 81-см f/7 Ричи-Кретьен телескоп Tenagra II автоматический телескоп — Аризона.
- 41-см телескоп f/3.75 — астрограф — Tenagra III автоматический телескоп (hereafter the Lick Observatory and Tenagra Observatory Supernova Searches, or LOTOSS).

Телескопы поддержки
- 0.36-m f/7 Шмидт-Кассегрен Селестрон — автоматический телескоп Tenagra I — патруль вспышек сверхновых (первый телескоп) — в Осло, Норвегия, и в Орегон, США.

## Направления исследований
- Открытия, астрометрия и фотометрия астероидов
- Сверхновые звёзды
- Наблюдения комет

## Руководители обсерватории
- Майкл Шварц

## Основные достижения
- Открыто более 50 астероидов с 1991 по 2002 год, которые уже получили постоянное обозначение (всего открыто более 130 новых астероидов).
- 96372 астрометрических измерений опубликовано с 2000 по 2011 года[1].
- Открытие множества вспышек сверхновых — проект Tenagra Observatory Supernova Search.
- Открытие кометы C/2011 K1 (SCHWARTZ-HOLVORCEM).
- Открытие двух околоземных астероидов: 2010 LN14 и 2010 KA8.